# Réaction chimique en chaîne
Pour les articles homonymes, voir Réaction en chaîne.
Une réaction chimique en chaîne est une réaction dans laquelle une espèce réactive intermédiaire, souvent un radical libre, catalyse une série d'étapes rapides qui effectuent la réaction globale.

## Étapes types
Les étapes types des réactions en chaîne sont l'amorçage, la propagation et la terminaison :
- amorçage (ou initiation) : il s'agit de la formation des molécules instables qui servent comme porteurs de chaîne, tels les radicaux libres ou les ions réactifs. Il peut procéder par voie soit thermique soit photochimique ;

- propagation : il s'agit d'une série d'étapes où le radical (ou autre porteur de chaîne) déclenche la transformation des réactifs en produits avec régénération du radical. Ceci équivaut à la catalyse de la réaction globale par le radical. Deux cas particuliers sont :

* ramification : une propagation qui augmente le nombre de porteurs de chaîne ;
* transfert de chaîne : la propagation d'une chaîne polymérique croissante pour donner un polymère inactif dont la croissance est terminée ainsi qu'un nouveau porteur de chaîne non-polymérique, qui peut ensuite réagir pour former une nouvelle chaîne polymérique ;
- terminaison (ou rupture) de la chaîne : il s'agit de la destruction des porteurs de chaîne, par exemple par la recombinaison des radicaux libres.

La longueur de chaîne cinétique est définie comme le nombre moyen de répétitions du cycle de propagation, et égale la vitesse de réaction globale divisée par la vitesse de l'initiation.
Nombreuses réactions de chaîne possèdent des lois de vitesse complexes avec des ordres de réaction fractionnaires ou bien mixtes.

## Exemple détaillé: la réaction entre l'hydrogène et le brome
La réaction H2 + Br2 → 2 HBr procède selon le mécanisme suivant :
- initiation : Br2 → 2 Br•

chaque Br est un radical libre, désigné par le symbole « • » (qui représente un électron non-apparié) ;
- propagation (ici une série ou boucle de deux étapes)

Br• + H2 → HBr + H•
H• + Br2 → HBr + Br•
la somme de ces deux étapes correspond à la réaction globale H2 + Br2 → 2 HBr, avec catalyse par Br• qui déclenche la première étape ;
- ralentissement

H• + HBr → H2 + Br•
étape spécifique à cet exemple, qui est l'inverse de la première étape de propagation ;
- terminaison 2 Br• → Br2

recombinaison de deux radicaux, correspondant ici à l'inverse de l'initiation.
La loi de vitesse peut être expliquée à l'aide de l'approximation des états quasi stationnaires. La réaction possède une vitesse initiale d'ordre fractionnaire (3/2), et une équation de vitesse complète avec deux termes au dénominateur (ordre mixte).

## Autres exemples

### Réaction entre l'hydrogène et l'oxygène
La réaction 2 H2 + O2 → 2 H2O fournit un exemple de la ramification de chaîne cinétique. La propagation est une suite de deux étapes dont l'effet net est le remplacement d'un atome H par un autre atome H ainsi que deux radicaux OH, de sorte qu'une chaîne devient trois. Ceci peut conduire à une explosion sous certaines conditions de température et pression.
- H + O2 → OH + O
- O + H2 → OH + H

### Polymérisation en chaîne
Certaines polymérisations sont effectuées par un processus de polymérisation en chaîne, à laquelle l'intermédiaire réactif est une chaîne macromoléculaire croissante en forme radicalaire (écrit Mn• où M est le motif monomère et n est le degré de polymérisation instantané), ionique (Mn+ ou Mn−) ou autre. La propagation correspond à l'addition d'un motif monomère à la chaîne croissante, par un processus tel que Mn• + M → Mn+1•. Le degré de polymérisation final de la  macromolécule formée peut être différent de la longueur de chaîne cinétique, par exemple s'il y a terminaison par recombinaison (2 chaînes cinétiques → 1 chaîne macromoléculaire), ou bien transfert de chaîne (1 chaîne cinétique → plusieurs chaînes macromoléculaires).